# Bothus maculiferus
Bothus maculiferus és un peix teleosti de la família dels bòtids i de l'ordre dels pleuronectiformes.

## Morfologia
Pot arribar als 25 cm de llargària total.

## Distribució geogràfica
Es troba des de les costes de les Bahames fins a les Antilles i, també, al nord de Sud-amèrica.